# جفری اسمارت
فرانک ادسون جفری اسمارت(به انگلیسی: Jeffrey Smart) زاده ۱۹۲۱ آدلاید، نقاش استرالیایی است که به خاطر نقاشی‌های راست‌خط‌کاری اش از چشم‌اندازهای شهری و زندگی معاصر مشهور است.

## زندگی
جفری اسمارت از سال ۱۹۷۱ به ایتالیا مهاجرت کرده و در آنجا زندگی می‌کند.
او ابتدا می‌خواست معمار شود اما به کالج معلمان آدلاید رفت و معلم هنر شد. از سال ۱۹۴۲ تا ۱۹۴۷ معلم هنر بود و در همین زمان اعلام کرد هم‌جنس‌گراست.